# Siegfried Seidl
Siegfried Seidl (24 août 1911 à Tulln, Autriche-Hongrie - 4 février 1947 à Vienne) était un officier de carrière autrichien et commandant du camp de concentration de Theresienstadt pendant la Seconde Guerre mondiale. Il a également opéré comme médecin SS au camp de Bergen-Belsen et comme officier d'état-major d'Adolf Eichmann. Après la guerre, en 1947, il est jugé en Autriche et condamné à mort pour crimes de guerre.

## Jeunesse
Siegfried Seidl est né à Tulln an der Donau, en Autriche-Hongrie. Après avoir terminé ses études secondaires à Oberschule, Seidl commence des études de droit. Après trois semestres, il abandonne ses études et effectue des petits travaux.
De 1935 à 1938, Seidl étudie l'histoire et des études germanistique à l'Université de Vienne et obtient son doctorat en 1941. Ce diplôme lui est retiré en 1947 après sa condamnation.
Le 2 mars 1939, il épouse Elisabeth Stieber, une enseignante travaillant à la maternelle. Elle était membre du NSDAP, de la NS-Frauenschaft et membre de soutien de la SS.

## Carrière
Le 15 octobre 1930, Seidl rejoint le parti nazi (membre n ° 300 738). De septembre 1931 à mai 1932, il est actif dans la SA. À son départ de la SA, Seidl est affecté au 11e SS-Standarte (en) comme SS-Oberscharführer.
Fin 1939, Seidl est appelé au commissariat à la suite de son adhésion à la SS. À partir de janvier 1940, il est attaché au SS-Reichssicherheitshauptamt (RSHA) - Département IVB4 sous la direction d'Adolf Eichmann - et est envoyé à la section principale de la SS à Posen. Le 30 octobre 1941, Eichmann charge Seidl pour établir un ghetto à Theresienstadt ainsi qu'un camp de concentration, en Tchécoslovaquie.
De novembre 1941 au 3 juillet 1943, il est le commandant du ghetto. Sous sa responsabilité, des milliers de personnes sont maltraitées et assassinées. En novembre 1942, Seidl est promu SS-Hauptsturmführer. Il était supervisé par Hans Günther, chef du Zentralstelle für jüdische Auswanderung (bureau central pour l'émigration juive) à Prague. Günther, lui, était supervisé directement par Adolf Eichmann à l'Office central de la sécurité du Reich (RSHA) IV B 4, à Berlin.
Sur ordre d'Eichmann, Seidl quitte Theresienstadt et est réaffecté comme commandant au camp de concentration de Bergen-Belsen. Il est remplacé par le SS-Obersturmführer Anton Burger.

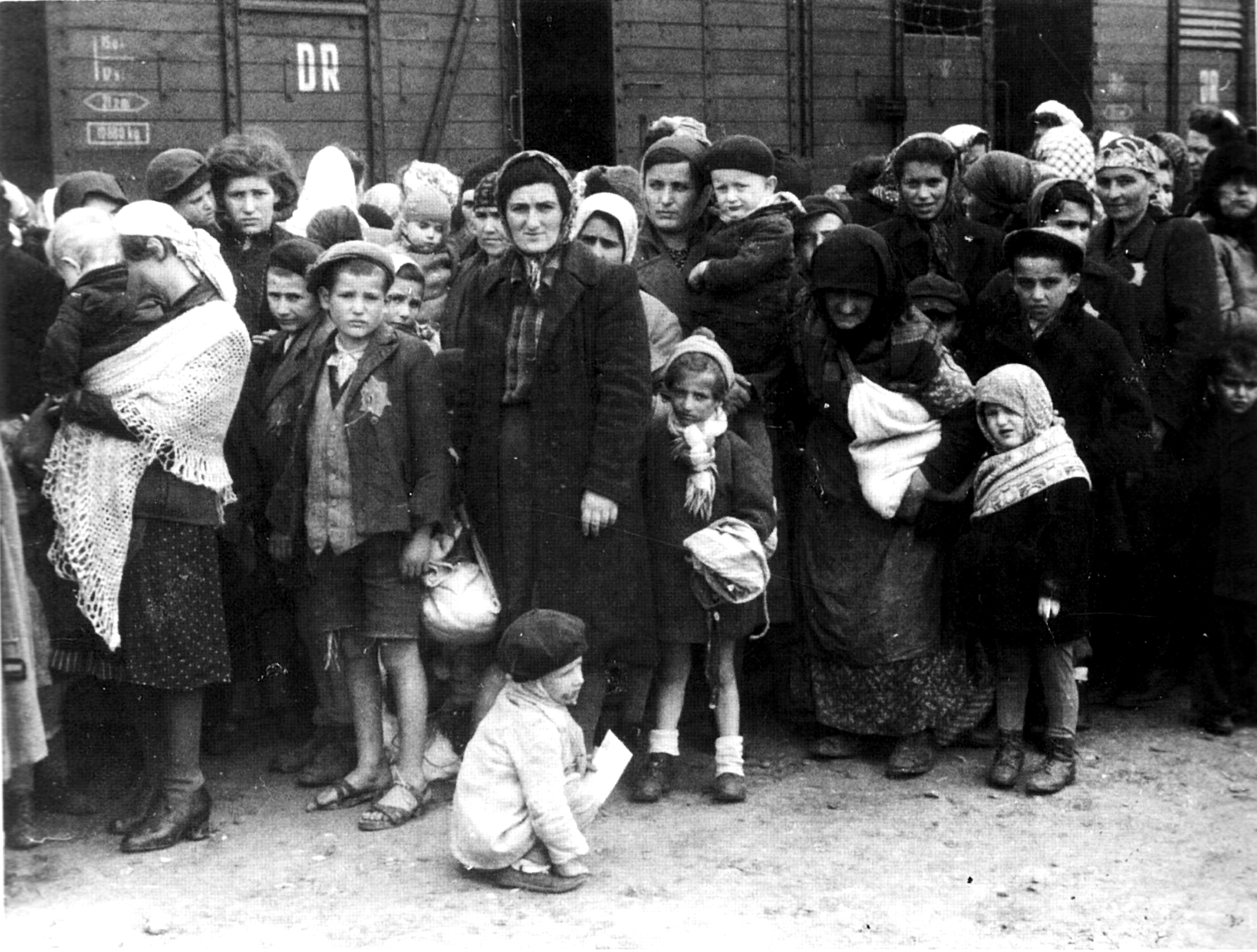
Femmes, enfants et vieillards envoyés dans les chambres à gaz après la «sélection» à Auschwitz à l'été 1944.

En mars 1944, Seidl rencontre la Wehrmacht à Budapest, où il rejoint le 5e escadron paramilitaire des Einsatzgruppe SS. En tant que chef de l'avant-poste de Debrecen, Seidl faisait partie du Sondereinsatzkommando-Eichmann (SEK). Le SEK a organisé la plus grande et la plus rapide déportation de l'Holocauste. Du 15 mai au 9 juillet 1944 (soit 56 jours), les Allemands ont déporté 437 402 juifs de Hongrie, selon leurs archives. À l'exception de 15 000 personnes, tous ont été envoyés à Auschwitz-Birkenau, où la plupart ont été assassinés dès leur arrivée.

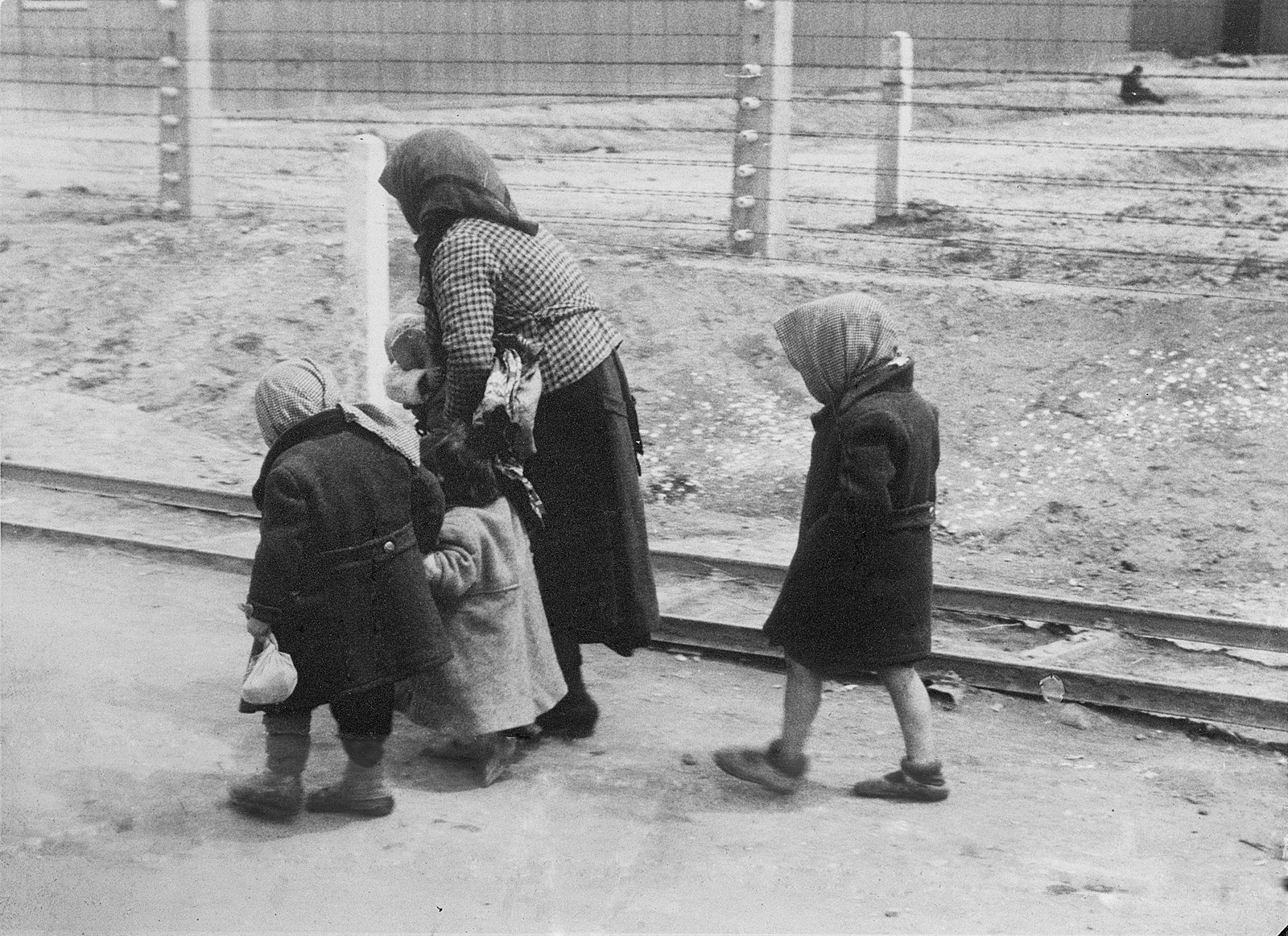
Enfants juifs hongrois et une femme âgée en direction des chambres à gaz d'Auschwitz-Birkenau, en mai 1944.

En juillet 1944, lorsque la déportation des juifs de Hongrie est terminée, Seidl est nommé chef d'action du SS Spezialeinsatzkommando. Il exploitait les juifs hongrois restants dans des camps de travaux forcés, construits à Vienne et en Basse-Autriche.

## Jugement après guerre
Après la guerre, Seidl s'évade et tente de se cacher, mais il est vite arrêté et jugé à Vienne, en Autriche. Le 14 novembre 1946, Seidl est condamné à mort par le Volksgericht (tribunal populaire autrichien - créé pour poursuivre les crimes de guerre nazis). La sentence est exécutée le 4 février 1947.